# Inwencja (kult świętych)
Inwencja (łac.) inventio, (gr.) heuresis – określenie stosowane w odniesieniu do odkrycia nieznanego dotąd miejsca w którym znajdowały się relikwie.
Opisy inwencji znajdują się u pisarzy starożytnych. Za przykład może posłużyć „odnalezienie” na Skyros szkieletu Tezeusza wskazanego przez wyrocznię delficką. 
W chrześcijaństwie określenie obejmuje odkrycia nieznanych wcześniej miejsc pochówku świętych, a także narzędzi Męki Pańskiej. Zjawisko inwencji łączy w sobie elementy obiektywnej rzeczywistości, historii z wyobrażeniami i twórczością odkrywców, a jej koncepcja autentyczności oparta jest na kryteriach odbiegających od współczesnych.
Inwencjom towarzyszyły wcześniejsze objawienia, w których święty pojawiał się we śnie wybranym osobom i wskazywał miejsce gdzie należy szukać i bywały przyczynkiem do zapoczątkowania nowego kultu, a o niektórych wspominają martyrologia.
Pierwsze inwencje chrześcijańskie odnotowano w IV wieku. Opisy tych wydarzeń znajdujemy u Grzegorza z Nazjanzu i Ambrożego z Mediolanu, który zrelacjonował inwencję Gerwazego i Protazego jakiej dokonał w 356 r. w Mediolanie w kościele świętych Nabora i Feliksa. 
Szczególne nasilenie „objawień” przypada na okres V i VI wieku. Świadectwa takich wydarzeń znajdujemy u Grzegorza z Tours. Gamaliel miał ukazać się kapłanowi Lucjanowi wskazując grób Świętego Szczepana, Abiba i własny. Tenże Lucjan spisał objawienie w Inventio Sancti Stephani, a 3 sierpnia 415 roku pod Jerozolimą dokonano inwencji Gamaliela, Nikodema i Świętego Szczepana, co rozbudziło kult pierwszego męczennika Szczepana. 
Trzykrotnie dokonywano inwencji spalonych przez Juliana Apostatę szczątków przypisywanych Janowi Chrzcicielowi. Jedne z najbardziej znanych na zachodzie były związane z relikwiami Urszuli i towarzyszek odkrytymi przez Klamancjusza i Apostoła Jakuba, którego inwencji dokonał w miejscowości Iria w IX wieku biskup Teodomir.
Istnieją przekazy o udziale Świętej Heleny w inwencji Świętego Krzyża, która w „Peregrinatio” Eterii datowana jest na 14 września 335 roku (czyli już po śmierci Heleny). Miały też miejsce udokumentowane inwencje Krwi Jezusa Chrystusa w Mantui w X i XII w, a także w 1171 roku w Fécamp.
W Grecji inwencje zdarzają się również współcześnie, gdy na zachodzie ostatniej dokonano w Tranie w 1603 r. i dotyczyła relikwii papieża Stefana I.